# Dmitrij Fofonow
Dmitrij Fofonow (kaz. Дмитрий Фофонов; ur. 15 sierpnia 1976 w Ałma-Acie) –kazachski kolarz, zawodnik grupy Astana Pro Team. Zawodowo jeździł od 1999 roku.
Po ostatnim etapie Tour de France 2008 podano informację, że wynik testu antydopingowego Fofonowa, który został przeprowadzony po 18. etapie okazał się pozytywny. W organizmie Kazacha wykryto niedozwolony stymulant – heptaminol. Ten środek jest stosowany do uśmieżania skurczy oskrzeli i do utrzymywania niskiego poziomu ciśnienia krwi. Dla kolarzy stosowanie tego środka jest zakazane. Na wieść o pozytywnym wyniku testu Fofonowa, jego ekipa – Crédit Agricole wyrzuciła go z drużyny. Fofonow okazał się czwartym dopingowiczem złapanym podczas Tour de France 2008. Pozostali złapani to dwaj Hiszpanie – Moises Duenas i Manuel Beltran oraz Włoch Riccardo Ricco. Kazach wyścig ukończył na 19. miejscu.

## Sukcesy
- 2000 – Zellik-Galmaarden – 1. miejsce
- 2000 – Prix de Lillers „Souvenir Bruno Comini” – 3. miejsce

- 2002 – Etap 7. Volta a Catalunya

- 2004 – Grand Prix de Fourmies – 2. miejsce
- 2004 – Tour du Haut Var – 2. miejsce

- 2006 – Vuelta a Espana – 32. miejsce

- 2008 – Etap w Critérium du Dauphiné Libéré
- 2008 – Tour de France – 19. miejsce

## Zespoły
- 1999 –  Collstrop
- 2000 –  Besson Chaussures
- 2001–2005 –  Cofidis
- 2006–2008 –  Crédit Agricole